# Caryanda microdentata
Caryanda microdentata is een rechtvleugelig insect uit de familie veldsprinkhanen (Acrididae). De wetenschappelijke naam van deze soort is voor het eerst geldig gepubliceerd in 2006 door Fu, Huang & Zheng.